# FC Emmen in het seizoen 2014/15
Het seizoen 2014/2015 is het 30ste jaar in het betaalde voetbal van de Emmer voetbalclub FC Emmen. De club zal uitkomen in de Nederlandse Eerste divisie en deelnemen aan het toernooi om de KNVB beker. Op 23 juni begon FC Emmen met trainen ter voorbereiding op het nieuwe seizoen. Voor het eerst sinds jaren hield de club bovendien weer eens een open dag die op 3 augustus 2014 plaats vond.

## Wedstrijden

### Voorbereiding/vriendschappelijk
| Datum      | Locatie                             | Tegenstander  | Uitslag | Doelpuntenmakers Emmen                                                               |
| ---------- | ----------------------------------- | ------------- | ------- | ------------------------------------------------------------------------------------ |
| 28-06-2014 | Sportpark Brinkendal, Emmen         | VV Bargeres   | 6-1     | '3 Barrie, '19 van Bochoven, '31 Bannink, '49 Resida, '55 van Bochoven, '83 Boekholt |
| 02-07-2014 | Sportpark Zwanenveld, Emmen         | DZOH          | 2-1     | '39 Alexander Christovão, '89 Rozema                                                 |
| 05-07-2014 | Sportpark Grote Geert, Emmen        | WKE           | 4-1     | '6 Peters, '28 Peters, '49 Janga, '56 Janga                                          |
| 12-07-2014 | Sportpark Dichteren, Doetinchem     | De Graafschap | 1-1     | '56 Janga                                                                            |
| 16-07-2014 | De JENS Vesting, Emmen              | Feyenoord     | 0-2     |                                                                                      |
| 19-07-2014 | Sportpark Veenoord, Nieuw-Amsterdam | FC Twente     | 1-2     | '60 Bannink                                                                          |
| 26-07-2014 | Zuidersportpark, Sneek              | ONS Sneek     | 3-1     | '29 Luis Pedro, '87 Resida, '90 Resida                                               |
| 02-08-2014 | Cambuurstadion, Leeuwarden          | SC Cambuur    | 4-1     | '17 Olijve                                                                           |

### Competitie
| Datum      | Locatie                   | Tegenstander     | Uitslag | Doelpuntenmakers Emmen                                                                           | Bijzonderheden                                                                   |
| ---------- | ------------------------- | ---------------- | ------- | ------------------------------------------------------------------------------------------------ | -------------------------------------------------------------------------------- |
| 08-08-2014 | De JENS Vesting           | De Graafschap    | 1–1     | '40 Bannink                                                                                      |                                                                                  |
| 15-08-2014 | Jan Louwersstadion        | FC Eindhoven     | 0–3     |                                                                                                  |                                                                                  |
| 22-08-2014 | De JENS Vesting           | Jong PSV         | 5-0     | '4 Luis Pedro, '58 Peters, '68 Peters. '75 Peters, '77 Resida                                    | Emmen won in competitieverband nog nooit eerder van Jong PSV                     |
| 25-08-2014 | De JENS Vesting           | FC Den Bosch     | 2-2     | '5 Olijve, '18 Bannink                                                                           |                                                                                  |
| 29-08-2014 | De Koel                   | VVV-Venlo        | 1-4     | '6 Bannink, '41 Olijve, '79 Peters, '90 eigen doelpunt                                           |                                                                                  |
| 12-09-2014 | De JENS Vesting           | Helmond Sport    | 2-2     | '34 Bergkamp, '63 Resida                                                                         |                                                                                  |
| 20-09-2014 | Goffertstadion            | N.E.C.           | 0-4     |                                                                                                  | Eerste competitie ontmoeting sinds het seizoen 1993/1994                         |
| 26-09-2014 | De JENS Vesting           | Jong Ajax        | 2-2     | '49 Luis Pedro, '83 Bannink                                                                      |                                                                                  |
| 03-10-2014 | Sportpark De Heikant      | Achilles '29     | 2-1     | '22 Bergkamp, '57 Peters                                                                         | In competitieverband won FC Emmen nog nooit eerder van Achilles '29              |
| 18-10-2014 | De JENS Vesting           | MVV Maastricht   | 6-0     | '13 Mannes, '29 Bergkamp, '40 Bergkamp, '54 Bakkati, '58 Peters, '63 Peters                      | Een evenaring van de grootste overwinning ooit van FC Emmen in competitieverband |
| 24-10-2014 | De JENS Vesting           | Jong FC Twente   | 3-0     | '31 Peters, '57 Bergkamp, Deul                                                                   |                                                                                  |
| 31-10-2014 | Offermans Joosten stadion | Fortuna Sittard  | 8-1     | '2 Bannink, '6 Bergkamp, '14 Siekman, '44 Peters, '52 Bannink, '62 Bannink, '78 Deul, '81 Peters | Nog nooit behaalde Emmen een grotere overwinning in een officiële wedstrijd      |
| 07-11-2014 | De JENS Vesting           | Roda JC          | 2-3     | '79 Resida, '90 Vossebelt                                                                        | Eerste ontmoeting met Roda JC ooit in competitieverband                          |
| 21-11-2014 | Tata Steel Stadion        | Telstar          | 3-1     | '45 Deul, '66 Luis Pedro, '82 Peters                                                             |                                                                                  |
| 28-11-2014 | Frans Heesenstadion       | FC Oss           | 2-1     | '62 Peters, '90 Peters                                                                           | Vorig seizoen leed Emmen hier zijn grootste nederlaag ooit                       |
| 01-12-2014 | De JENS Vesting           | Almere City FC   | 2-2     | '48 Peters, '88 Boy Deul                                                                         | Tot de 89e minuut stond Emmen nog met 2-0 voor.                                  |
| 07-12-2014 | Spartastadion Het Kasteel | Sparta Rotterdam | 3-0     |                                                                                                  |                                                                                  |
| 12-12-2014 | De JENS Vesting           | FC Volendam      | 4-1     | '18 Deul, '45 Siekman, '55 Olijve, '88 Laghmouchi                                                |                                                                                  |
| 19-12-2014 | De JENS Vesting           | RKC Waalwijk     | 5-3     | '35 Vossebelt, '68 Cas Peters, '74 Deul, '84 Bergkamp, '86 eigen doelpunt                        | De laatste wedstrijd voor de winterstop                                          |
| 17-01-2015 | De Vijverberg             | De Graafschap    | 2-1     | '28 Cas Peters, '42 Niek Vossebelt                                                               |                                                                                  |
| 23-01-2015 | Lavans Stadion            | Helmond Sport    | 2-2     | '28 Resida, '61 Peters                                                                           |                                                                                  |
| 30-01-2015 | De JENS Vesting           | VVV-Venlo        | 1-1     | '7 Bannink                                                                                       |                                                                                  |
| 06-02-2015 | De Herdgang               | Jong PSV         | 2-0     | '54 Bergkamp, '64 Resida                                                                         | Eerste officiële wedstrijd van FC Emmen op de Herdgang                           |
| 09-02-2015 | De Vliert                 | FC Den Bosch     | 0-2     |                                                                                                  |                                                                                  |
| 13-02-2015 | De JENS Vesting           | NEC Nijmegen     | 2-3     | '82 Laghmouchi, '90 Siekman                                                                      |                                                                                  |
| 20-02-2015 | De JENS Vesting           | Sparta Rotterdam | 2-1     | '33 Bergkamp, '80 Peters                                                                         |                                                                                  |
| 27-02-2015 | Kras Stadion              | FC Volendam      | 3-2     | '4 Bannink, '16 Bergkamp                                                                         |                                                                                  |
| 06-03-2015 | De JENS Vesting           | FC Oss           | 3-2     | '89 Bergkamp, '90 Peters                                                                         |                                                                                  |
| 13-03-2015 | Almere City Stadion       | Almere City FC   | 0-0     |                                                                                                  |                                                                                  |
| 16-03-2015 | De JENS Vesting           | FC Eindhoven     | 3-2     | '24 Peters, '46 Bannink, '76 Peters                                                              |                                                                                  |
| 20-03-2015 | Mandemakers Stadion       | RKC Waalwijk     | 1-1     | '50 Olijve                                                                                       | Emmen won nog nooit uit bij RKC                                                  |
| 03-04-2015 | De JENS Vesting           | Fortuna Sittard  | 3-2     | '52 Siekman, '79 Peters, '90 Resida                                                              |                                                                                  |
| 06-04-2015 | Grolsch Veste             | Jong FC Twente   | 1-0     | '58 Marcel Seip                                                                                  | Na dit seizoen stopt Jong Twente met spelen in de Eerste divisie                 |
| 13-04-2015 | Sportpark De Toekomst     | Jong Ajax        | 2-0     | '4 Alexander Bannink, '73 Laghmouchi                                                             | Eerste overwinning van FC Emmen op jong Ajax op Sportpark de Toekomst            |
| 18-04-2015 | De JENS Vesting           | Achilles '29     | 2-2     | '13 Roland Bergkamp, '30 Cas Peters                                                              |                                                                                  |
| 24-04-2015 | De Geusselt               | MVV Maastricht   | 1-2     | '11 Deul                                                                                         |                                                                                  |
| 01-05-2015 | De JENS Vesting           | SC Telstar       | 4-0     | '46 Bannink, '57 Deul '60 Deul, '76 Resida                                                       |                                                                                  |
| 06-04-2014 | Parkstad Limburg Stadion  | Roda JC          | 3-1     | '51 Deul, '59 Niek Vossebelt, '79 Bannink                                                        | De laatste wedstrijd van het seizoen                                             |

### Play-offs
| Ronde | Datum      | Locatie                  | Tegenstander     | Uitslag | Doelpuntenmakers Emmen | Totaal |
| ----- | ---------- | ------------------------ | ---------------- | ------- | ---------------------- | ------ |
| 2     | 22-05-2015 | De JENS Vesting          | Roda JC Kerkrade | 1-0     |                        | 2-3    |
| 2     | 25-05-2015 | Parkstad Limburg Stadion | Roda JC Kerkrade | 2-2     | '25 Deul, '72 Bergkamp | 2-3    |

### KNVB Beker
| Ronde | Datum      | Locatie                  | Tegenstander        | Uitslag | Doelpuntenmakers Emmen                            | Bijzonderheden                                       |
| ----- | ---------- | ------------------------ | ------------------- | ------- | ------------------------------------------------- | ---------------------------------------------------- |
| 2     | 23-09-2014 | Sportpark Lavendelstraat | Excelsior Maassluis | 4-1     | '21 Rozema, '61 Peters, '83 Almeida, '88 Bergkamp | Jeugdspeler Hensens maakte zijn debuut voor FC Emmen |
| 3     | 28-10-2014 | Polman Stadion           | Heracles Almelo     | 6-2     | '35 Siekman, '39 Bannink                          | Tannane (Heracles) scoorde 5 maal                    |

## Selectie

### Technische staf
| Naam            | Functie           |
| --------------- | ----------------- |
| Joop Gall       | Hoofdtrainer      |
| André Mulder    | Assistent-trainer |
| Richard Moes    | Keeperstrainer    |
| Berry Lampe     | Fysiotherapeut    |
| Jan Haak        | Verzorger         |
| Harm Hensens    | Elftalleider      |
| Karel Hilbrands | Materiaalman      |

### Keepers
| Naam             | Contract tot | Seizoen bij Emmen | Vorige club  | Debuut voor Emmen |
| ---------------- | ------------ | ----------------- | ------------ | ----------------- |
| Marko Meerits    | 2016         | 1e                | Vitesse      | 8 augustus 2014   |
| Wesley de Ruiter | Amateur      | 1e                | RKC Waalwijk | 13 februari 2015  |
| Eser Elmali      | Amateur      | 1e                | PEC Zwolle   |                   |

### Verdedigers
| Naam                         | Contract tot | Seizoen bij Emmen | Vorige club            | Debuut voor Emmen |
| ---------------------------- | ------------ | ----------------- | ---------------------- | ----------------- |
| Elson do Rosario Almeida     | 2015         | 4e                | FC Utrecht             | 5 augustus 2011   |
| Said Bakkati                 | 2015         | 3e                | PEC Zwolle             | 10 augustus 2012  |
| Bart de Groot                | 2016         | 5e                | SC Heerenveen          | 13 augustus 2010  |
| Danny Menting                | 2015         | 1e                | ACV                    | 20 september 2014 |
| Cendrino Misidjan            | Amateur      | 1e                | CSKA Sofia             | 20 februari 2015  |
| Gaby Jallo                   | 2015         | 1e                | Willem II              | 8 augustus 2014   |
| Luis Pedro da Silva Ferreira | 2015         | 2e                | SC Veendam             | 3 augustus 2013   |
| Marcel Seip                  | 2016         | 1e                | Central Coast Mariners | 8 augustus 2014   |
| Tim Siekman                  | 2015         | 5e                | HHC Hardenberg         | 26 oktober 2007   |

### Middenvelders
| Naam              | Contract tot | Seizoen bij Emmen | Vorige club  | Debuut voor Emmen |
| ----------------- | ------------ | ----------------- | ------------ | ----------------- |
| Alexander Bannink | 2015         | 3e                | PEC Zwolle   | 10 augustus 2012  |
| Sander Boekholt   | Amateur      | 1e                | Eigen jeugd  |                   |
| Jeremy Gall       | Amateur      | 1e                | Eigen jeugd  | 31 oktober 2014   |
| Jurjan Mannes     | 2015         | 1e                | FC Twente    | 20 september 2013 |
| Frank Olijve      | 2015         | 2e                | PEC Zwolle   | 17 augustus 2013  |
| Sander Rozema     | 2015         | 2e                | SC Veendam   | 9 augustus 2013   |
| Niek Vossebelt    | 2015         | 1e                | Willem II    | 18 oktober 2014   |
| Henk Bos          | Huurbasis    | 1e                | FC Groningen | 13 februari 2015  |

### Aanvallers
| Naam                | Contract tot | Seizoen bij Emmen | Vorige club               | Debuut voor Emmen |
| ------------------- | ------------ | ----------------- | ------------------------- | ----------------- |
| Aladji Barrie       | Amateur      | 1e                | Eigen jeugd               | 25 april 2014     |
| Roland Bergkamp     | 2015         | 2e                | Brighton & Hove Albion FC | 3 augustus 2013   |
| Boy Deul            | 2015         | 1e                | Antwerp FC                | 8 augustus 2014   |
| Omar Kavak          | Amateur      | 1e                | Go Ahead Eagles           |                   |
| Soufiane Laghmouchi | 2015         | 1e                | FC Volendam               | 15 augustus 2014  |
| Cas Peters          | 2015         | 1e                | FC Twente                 | 8 augustus 2014   |
| Leandro Resida      | 2015         | 2e                | Telstar                   | 3 augustus 2013   |
| Arjen Hagenauw      | Huurbasis    | 1e                | FC Groningen              | 9 februari 2015   |

## Overzicht jeugd
| Team        | Hoofdtrainer  | Niveau      | Eindstand | Bijzonderheden         |
| ----------- | ------------- | ----------- | --------- | ---------------------- |
| FC Emmen A1 | Theo ten Caat | 3e divisie  | 1e        | Tweede promotie op rij |
| FC Emmen B1 | Rick Slor     | 2e divisie  | 1e        | Promotie               |
| FC Emmen C1 | Said Bakkati  | 2e divisie  | 3e        | Promotie               |
| FC Emmen D1 | Dick Kroezen  | 1e divisie  | 3e        |                        |
| FC Emmen D2 | Björn Zwikker | 2e divisie  | 4e        |                        |
| FC Emmen E1 | Joost Trip    | Hoofdklasse | 1e        |                        |
| FC Emmen E2 | Rob de Boer   | Hoofdklasse | 1e        | Kampioenschap          |

## Statistieken FC Emmen 2014/15

### Topscorers
| #      | Naam                         | Goal |
| ------ | ---------------------------- | ---- |
| 1.     | Cas Peters                   | 23   |
| 2.     | Alexander Bannink            | 13   |
| 3.     | Roland Bergkamp              | 12   |
| 3.     | Boy Deul                     | 10   |
| 4.     | Leandro Resida               | 7    |
| 5.     | Tim Siekman                  | 4    |
| 5.     | Frank Olijve                 | 4    |
| 5.     | Niek Vossebelt               | 4    |
| 6.     | Soufiane Laghmouchi          | 3    |
| 6.     | Luis Pedro da Silva Ferreira | 3    |
| 7.     | Eigen doelpunt tegenstander  | 2    |
| 8.     | Said Bakkati                 | 1    |
| 8.     | Jurjan Mannes                | 1    |
| 8.     | Sander Rozema                | 1    |
| 8.     | Marcel Seip                  | 1    |
| Totaal | Totaal                       | 88   |

| #      | Naam                     | Goal |
| ------ | ------------------------ | ---- |
| 1.     | Sander Rozema            | 1    |
| 1.     | Cas Peters               | 1    |
| 1.     | Tim Siekman              | 1    |
| 1.     | Alexander Bannink        | 1    |
| 1.     | Elson do Rosario Almeida | 1    |
| 1.     | Roland Bergkamp          | 1    |
| Totaal | Totaal                   | 6    |

| #      | Naam            | Goal |
| ------ | --------------- | ---- |
| 1.     | Roland Bergkamp | 1    |
| 1.     | Boy Deul        | 1    |
| Totaal | Totaal          | 2    |

| #      | Naam                         | Goal |
| ------ | ---------------------------- | ---- |
| 1.     | Rangelo Janga                | 3    |
| 1.     | Leandro Resida               | 3    |
| 2.     | Remon van Bochoven           | 2    |
| 2.     | Cas Peters                   | 2    |
| 2.     | Alexander Bannink            | 2    |
| 3.     | Aladji Barrie                | 1    |
| 3.     | Sander Boekholt              | 1    |
| 3.     | Luis Pedro da Silva Ferreira | 1    |
| 3.     | Alexander Christovão         | 1    |
| 3.     | Frank Olijve                 | 1    |
| 3.     | Sander Rozema                | 1    |
| Totaal | Totaal                       | 18   |

### Eindstand FC Emmen in de Nederlandse Eerste Divisie 2014 / 2015
| Stand | Gespeeld | Gewonnen | Gelijk | Verloren | Punten | Doelpunten voor | Doelpunten tegen |
| ----- | -------- | -------- | ------ | -------- | ------ | --------------- | ---------------- |
| 4     | 38       | 19       | 10     | 9        | 67     | 88              | 57               |

## Mutaties

### Zomer

#### Inkomend

##### Spelers
| Naam               | Komt van               | Transfersom  | Opmerkingen |
| ------------------ | ---------------------- | ------------ | ----------- |
| Eser Elmali        | PEC Zwolle             | Transfervrij |             |
| Aladji Barrie      | Eigen jeugd            | n.v.t.       |             |
| Sander Boekholt    | Eigen jeugd            | n.v.t.       |             |
| Boy Deul           | Antwerp FC             | Transfervrij |             |
| Jeremy Gall        | Eigen jeugd            | n.v.t.       |             |
| Gaby Jallo         | Willem II              | Transfervrij |             |
| Stefan van der Lei | FC Groningen           | Huur         |             |
| Jurjan Mannes      | FC Twente              | Transfervrij |             |
| Marko Meerits      | Vitesse                | Transfervrij |             |
| Danny Menting      | ACV                    | Transfervrij |             |
| Cas Peters         | FC Twente              | Transfervrij |             |
| Marcel Seip        | Central Coast Mariners | Transfervrij |             |
| Niek Vossebelt     | Willem II              | Transfervrij |             |

##### Technische staf
| Naam         | Functie           | Opmerkingen |
| ------------ | ----------------- | ----------- |
| André Mulder | Assistent-trainer |             |

#### Vertrokken

##### Spelers
| Naam               | Vertrekt naar       | Transfersom           |
| ------------------ | ------------------- | --------------------- |
| Wout Weghorst      | Heracles Almelo     | Einde contract        |
| Kevin Görtz        | WKE                 | Einde contract        |
| Anmar Almubaraki   | Telstar             | Einde contract        |
| Shkodran Metaj     | KS Flamurtari Vlorë | Einde contract        |
| Yannick de Wit     | ASV De Dijk         | Einde contract        |
| Quenten Martinus   | FC Botoșani         | Einde contract        |
| Frits Dantuma      | HHC Hardenberg      | Einde contract        |
| Bart Woering       | SC Erica            | Einde contract        |
| Oebele Schokker    | SC Cambuur          | Huurcontract loopt af |
| Peter van der Vlag | FC Groningen        | Niet bekend gemaakt1  |
| Maurice Kampman    | SV Meppen           | Transfervrij          |

1 Naast een onbekende transfersom was ook de verhuur van Stefan van der Lei onderdeel van de transferovereenkomst.

##### Technische staf
| Naam         | Functie           | Opmerkingen |
| ------------ | ----------------- | ----------- |
| Martin Drent | Assistent-trainer |             |

### Winter

#### Spelers

##### Inkomend
| Naam             | Komt van        | Transfersom  | Opmerkingen |
| ---------------- | --------------- | ------------ | ----------- |
| Omar Kavak       | Go Ahead Eagles | Transfervrij |             |
| Wesley de Ruiter | RKC Waalwijk    | Transfervrij |             |
| Henk Bos         | FC Groningen    | Huurbasis    |             |
| Arjen Hagenauw   | FC Groningen    | Huurbasis    |             |

##### Vertrokken
| Naam               | Vertrekt naar | Transfersom             |
| ------------------ | ------------- | ----------------------- |
| Stefan van der Lei | FC Groningen  | Huurcontract beëindigd. |

Achilles '29 ·
Jong Ajax ·
Almere City FC ·
FC Den Bosch ·
FC Eindhoven ·
FC Emmen ·
Fortuna Sittard ·
De Graafschap ·
Helmond Sport ·
MVV Maastricht ·
N.E.C. ·
FC Oss ·
Jong PSV ·
RKC Waalwijk ·
Roda JC Kerkrade ·
Sparta Rotterdam ·
Telstar ·
Jong FC Twente ·
VVV-Venlo ·
FC Volendam